# Terry Kiser
Terry Kiser est un acteur américain né le 1er août 1939. Il est un membre à vie d'Actors Studio.

## Filmographie
- 1976 : L'Homme qui valait trois milliards (The Six Million Dollar Man) (série télévisée) : Alexsei (saison 3 épisode 19)
- 1976 : Le Nouvel Homme invisible (Gemini Man) (série télévisée) : Ted Benton  (épisode 6)
- 1979 : La Dernière Chevauchée des Dalton (The Last Ride of the Dalton Gang) de Dan Curtis
- 1979 : Fast Charlie... the Moonbeam Rider de Steve Carver
- 1979 : Rich Kids de Robert Milton Young
- 1981 : La Vie en mauve (All Night Long) de Jean-Claude Tramont
- 1988 : Vendredi 13, chapitre VII : Un nouveau défi de John Carl Buechler
- 1989 : Week-end chez Bernie de Ted Kotcheff
- 1993 : Weekend at Bernie's II de Robert Klane (en)